# 9674 Slovenija
9674 Slovenija (1998 QU15) là một tiểu hành tinh vành đai chính được phát hiện ngày 23 tháng 8 năm 1998, bởi Slovenian astronomers ở Črni Vrh Observatory.